# Автошлях Р 78
Автошлях Р 78 — територіальний автомобільний шлях в Україні, Харків — Безлюдівка — Васищеве — Зідьки — Зміїв — Слобожанське — Андріївка — Балаклія — Савинці — Гороховатка. Проходить територією Харківського, Зміївського, Балаклійського, Ізюмського та Борівського районів Харківської області.
Починається в місті Харків (E40 М03), проходить через смт Безлюдівка, Васищеве, село Водяне, смт Зідьки, місто Зміїв, село Лиман, смт Слобожанське, Андріївка, місто Балаклія, села Бородоярське, Морозівка, смт Савинці, селище Веселе (E40 М03), села Куньє, Чистоводівка, Підвисоке, Мирне і закінчується у Гороховатці (Р79).
Загальна довжина — 134,2 км.

## Історія
У 2019 році на автошляху тривали роботи з відновлення дорожнього полотна.